# Гнездов, Виктор Иосифович
Виктор Иосифович Гнездов (12 сентября 1932, д. Норогово Мордвиновского сельсовета Пестяковского района Ивановской области — 6 августа 2013) — российский инженер, учёный, кандидат технических наук, лауреат Государственной премии СССР (1976).

## Биография
Окончил химический факультет Горьковского университета (1957).
- 1957—1960 младший, старший научный сотрудник НИИО ГАЗ (г. Дзержинск Горьковской области);
- 1960—1962 старший научный сотрудник ЦНИЛХИ (г. Горький);
- 1962—1988 старший инженер Уральского электрохимического комбината (Новоуральск Свердловской области).

Кандидат технических наук (1970).
Автор работ, обеспечивших большой экономический эффект, по синтезу соединений фторидов благородных газов и их использованию для снятия отложений с технологического оборудования без его демонтажа.
Лауреат Государственной премии СССР (1976 — за синтез и исследование физико-химических свойств соединений благородных газов).
Награждён орденом Ленина (1968) и медалями.